# Гагаузская литература
Гагаузская литература — фольклор и письменная литература написанная на гагаузском языке. Относится к группе тюркских литератур. Является литературой младописьменного языка.

## Устное народное творчество
- Сказка
- Дастан
- Маани — жанр, близкий к русским частушкам
- Песня
- Сказания и легенды

## Письменная литература
Гагаузская письменная литература с самого начала пережила значительное влияние со стороны устного народного творчества. Первые ростки этой литературы возникли ещё в середине XIX века. Так, один из первых текстов вышел в Афинах в 1878 году на греческом языке и представлял из себя поэму некоего Д. Крахтоглу, посвящённую Каварненскому восстанию. В знаменитом библиографическом справочнике Петра Драганова содержится информация о том, что в 1879 году германским генеральным консулом в Одессе Г. Отто Блау было сделано и опубликовано несколько переводов трагедий Еврипида на гагаузском языке греческими буквами. В частности, об этом также говорится у русского этнографа Валентина Мошкова

## Николай Иванович Грес
Гагаузский писатель-романист, пишущий на русском языке. Автор двух романов, в том числе трилогии «Старатели Буджака», рассказывающей о становлении гагаузской общности на территории Буджакской степи. Роман состоит из трех книг:
Старатели Буджака. Книга первая. У истоков возрождения.
Старатели Буджака. Книга вторая. Становление.
Старатели Буджака. Книга третья. Трудная дорога к счастью.

## Петр Афанасьевич Чеботарь — Гагауз
Талантливый гагаузский лирик, автор нескольких сборников стихотворений, рассказов.